# 왕게임 (소설)
왕게임(王様ゲーム)은 가나자와 노부아키(필명 Pakkuncho)가 쓴 휴대 전화 소설이며 5권으로 구성된다. 이 소설에 기반한 영화가 2011년 개봉하였고 츠루타 노리오가 감독하였다. 이 영화의 주제곡은 Berryz코보와 ℃-ute의 새콤달콤한 봄에 벚꽃 피다이다.

## 영화
왕게임(Ōsama Game, 王様ゲーム, King's Game)은 일본에서 제작된 츠루타 노리오 감독의 2011년 공포 영화이다. 쿠마이 유리나 등이 주연으로 출연하였다.

## 출연

### 주연
- 쿠마이 유리나
- 스즈키 아이리
- 사쿠라다 도리

### 조연
- 시미즈 사키